# تيم بيرجمان
تيم بيرجمان (بالألمانية: Tim Bergmann)‏ هو ممثل ألماني، ولد في 2 مارس 1972 في ألمانيا.

## وصلات خارجية
- تيم بيرجمان على موقع IMDb (الإنجليزية)
- تيم بيرجمان على موقع ألو سيني (الفرنسية)
- تيم بيرجمان على موقع ميوزك برينز (الإنجليزية)
- تيم بيرجمان على موقع أول موفي (الإنجليزية)
- تيم بيرجمان على موقع ديسكوغز (الإنجليزية)
- تيم بيرجمان على موقع قاعدة بيانات الفيلم (الإنجليزية)
- تيم بيرجمان على موقع كينوبويسك (الروسية)
- تيم بيرجمان على موقع كينوبويسك (الروسية)